# Koronare Flussreserve
Physiologisch ist die Koronare Flussreserve (CFR von coronary flow reserve) der Quotient des maximalen Blut-Volumenstroms in den Koronararterien unter Belastung und des Blut-Volumenstroms in den Koronararterien in Ruhe. Es ist also der maximale zusätzliche Volumenstrom, der den Herzmuskel versorgen kann, wenn er belastet wird und einen erhöhten Bedarf an Blutversorgung hat.
Sie wird üblicherweise als Quotient von maximalem Belastungs- und Ruhe-Volumenstrom angegeben.
Beim Gesunden kann die CFR den Wert 6 oder höher betragen; als normal werden Werte oberhalb von 3,5 angesehen. Die CFR ist unter anderem erniedrigt bei Stenosen in den Koronararterien, bei Bluthochdruck, beim Kardialen Syndrom X und bei der Hypertrophen Kardiomyopathie.
Goldstandard zur Bestimmung der Koronaren Flussreserve ist die Untersuchung mit einem intrakoronaren Doppler-Draht im Rahmen einer Herzkatheteruntersuchung. Des Weiteren werden PET  sowie die transthorakale Echokardiografie bei der LAD eingesetzt. Allen Methoden gemeinsam ist, dass zunächst eine Untersuchung in Ruhe durchgeführt wird und dann unter medikamentöser Belastung wiederholt wird, zumeist mit Adenosin.